# Carrière du chemin de Port-Mahon

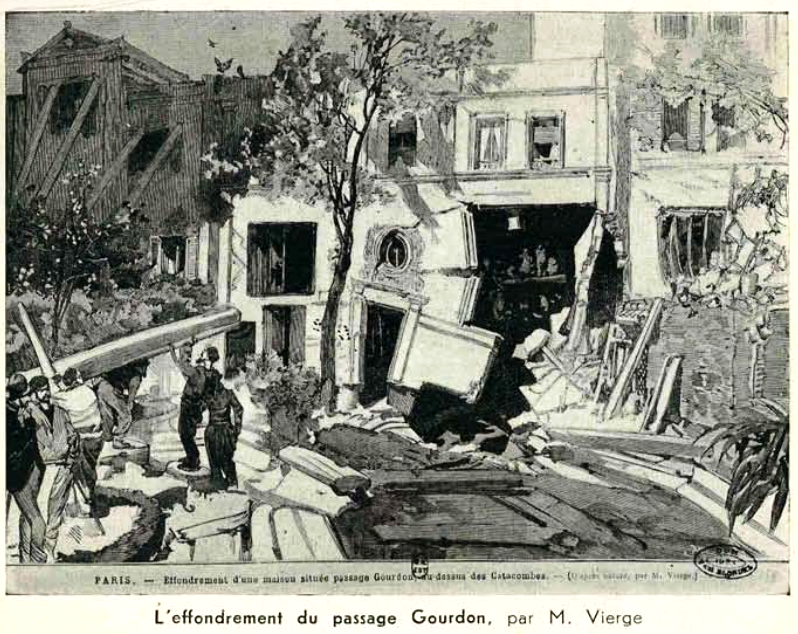
Gravure de l'effondrement du passage Gourdon (actuelle villa Saint-Jacques), au-dessus de la carrière de Port-Mahon, le 9 mai 1879.

La carrière du chemin de Port-Mahon est une carrière souterraine de pierres à bâtir. Elle est située sous les 26-30, rue de la Tombe-Issoire et 15-17, villa Saint-Jacques (14e arrondissement de Paris). C'est sur ces parcelles que se trouve également la dernière ferme de Paris : la ferme de Montsouris.

## Histoire

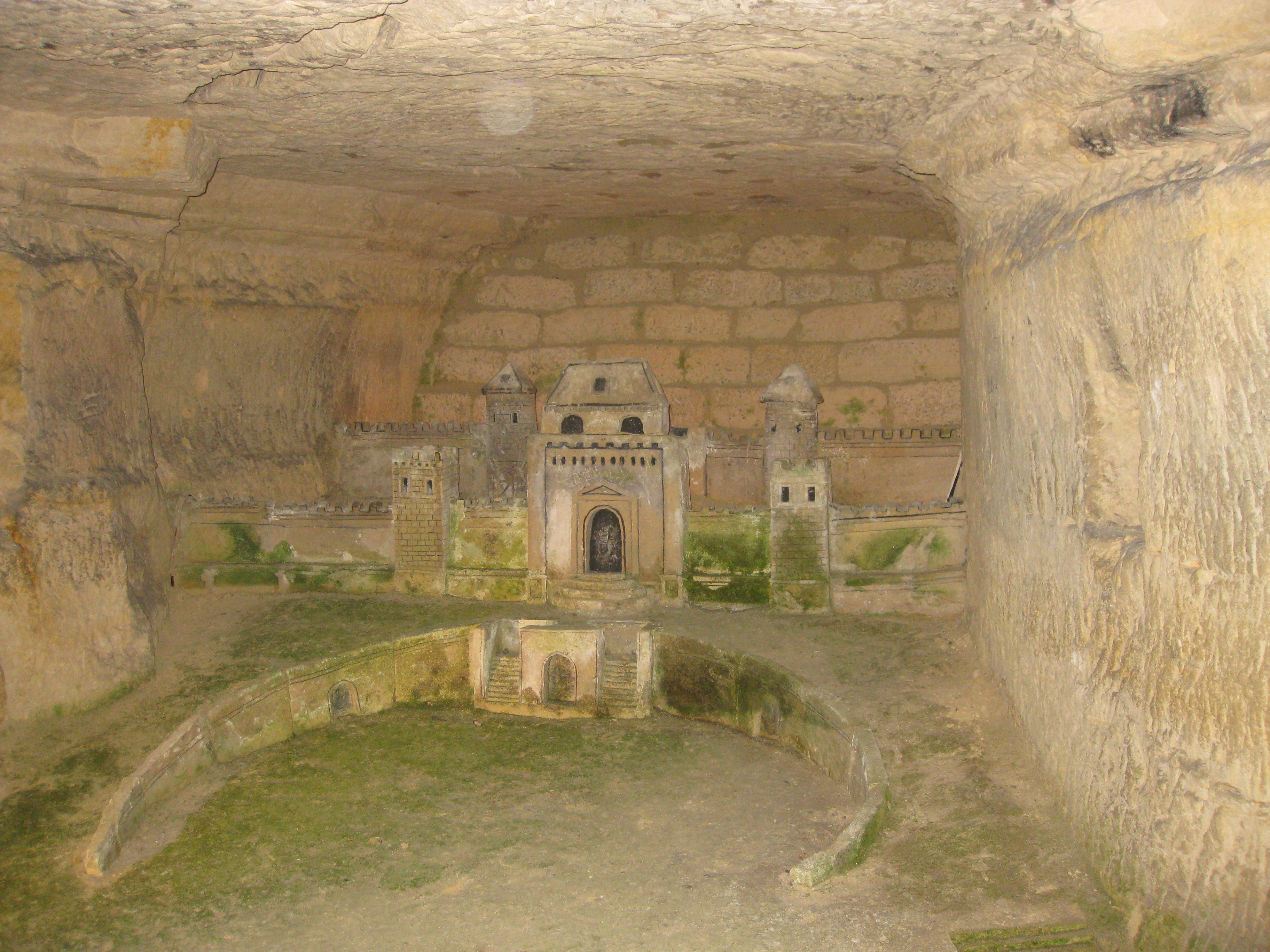
La forteresse de Port-Mahon sculptée par Décure dans les carrières.

L'exploitation de cette carrière est attestée dès avant 1492.
Son nom vient du fait que les galeries de cette carrière mènent à des sculptures réalisées dans les catacombes par un ouvrier carrier, Antoine Décure, représentant Port-Mahon à Minorque. Lors de la visite des catacombes, on peut voir ces sculptures et, à quelques mètres d'elles, une grille fermée qui condamne l'accès à la carrière du chemin de Port-Mahon.
Cette carrière a été classée monument historique le 4 janvier 1994. Quatre ans plus tard, le Conseil d'État a confirmé ce classement en précisant « que la carrière souterraine de Port-Mahon datant du XIVe siècle est la seule véritablement attestée de cette époque sous Paris et qu’elle présente un panorama complet de l’exploitation de la pierre à la fin du Moyen Âge, du fait de son caractère intact ».
En 1815, elle était l'une des attractions de la visite des catacombes. Depuis 2003, ce monument historique appartient à un promoteur immobilier qui souhaite y implanter des fondations, afin d'édifier à la surface plusieurs immeubles. Ce projet de programme immobilier a donné lieu à plusieurs contentieux entre le promoteur et des associations de défense du patrimoine réunies en un collectif.